# Macaria (figlia di Ade)
Macaria o Makaria (in greco Μακαρία, letteralmente "benedetta") è una divinità dell'antica religione e mitologia greca. È menzionata unicamente dalla Suda, un testo tardo-bizantino del X-XI secolo..
Macaria viene definita figlia di Ade, mentre nessuna madre viene menzionata. Viene considerata la dea che incarna la morte beata. La Suda collega il suo nome alla figura retorica "sii benedetto", invece della miseria o della dannazione, che può essere eufemistica nel modo in cui i morti vengono definiti "i beati". La frase era proverbiale per coloro il cui coraggio li metteva in pericolo.